# Лаерру
Лаерру (італ. Laerru, сард. Laerru) — муніципалітет в Італії, у регіоні Сардинія,  провінція Сассарі.
Лаерру розташоване на відстані близько 330 км на захід від Рима, 180 км на північ від Кальярі, 26 км на північний схід від Сассарі.
Населення — 932 особи (2014).
Щорічний фестиваль відбувається 20 липня. Покровитель — Santa Margherita.

## Демографія
Населення за роками:

Станом на 1 січня 2023 року в муніципалітеті офіційно проживав 21 іноземець з 8 країн, серед них 15 громадян країн Євросоюзу.

## Сусідні муніципалітети
- Бульці
- Мартіс
- Нульві
- Перфугас
- Седіні